# Luciana (község)
Luciana egy község Spanyolországban, Ciudad Real tartományban. Luciana Abenójar, Ciudad Real községgel határos. Lakosainak száma 360 fő (2024).

## Népesség
A település népessége az elmúlt években az alábbi módon változott:
| Lakosok száma | 432  | 438  | 437  | 413  | 409  | 407  | 394  | 366  | 365  | 360  |
|               | 2001 | 2004 | 2006 | 2009 | 2011 | 2014 | 2016 | 2019 | 2021 | 2024 |